# Villa Vitrone
Die Villa Vitrone ist ein Landhaus im Jugendstil aus den 1920er-Jahren im Zentrum von Caserta in der italienischen Region Kampanien. Sie liegt in der Via Fulvio Renella.

## Geschichte
Die Villa ließ Giuseppe Vitrone in den ersten Jahren des 20. Jahrhunderts errichten, der seiner Mutter Caterina huldigen wollte, die, als Giuseppe noch jung und sehr krank war, viel von ihren Immobilien im Viertel Acquaviva verkaufte, um für seine Genesung zu zahlen. Der Junge hatte eine schlimme Augenkrankheit, die ihn für ungefähr ein Jahr hatte blind werden lassen. Als er dank der finanziellen Opfer seiner Mutter geheilt war, wanderte er nach Brasilien aus, um sein Glück zu suchen. Wichtig für ihn war eine Freimaurerloge, in die er seit seiner Jugend eingeschrieben war. Als er in Südamerika angekommen war, pflegte er Umgang mit Menschen von höherer Geburt und knüpfte wertvolle Freundschaften, dank derer er sich nach und nach eine höhere gesellschaftliche Position schuf.
Er baute eine wichtige Verbindung mit dem brasilianischen Kaiser Peter II. auf, was ihm viele Aufträge im Baubereich verschaffte. Vitrone wurde darüber hinaus ziemlich bald eine Institution im Felde des armierten Betons. Dieses Material war damals in Brasilien noch nicht bekannt und er war der erste, der es nach Übersee exportierte. Als die Republik in Brasilien das Königreich ablöste, kehrte Vitrone nach Caserta zurück, auch, um bei seiner geliebten Mutter zu sein. Als er in seine Geburtsstadt zurückgekehrt war, wollte er seiner Familie die ihm in der Jugend erwiesenen Wohltaten vergelten und kaufte eine Wohnung am Corso in der Nähe des Palastes der Provinz. Diese Wohnstatt aber stellte den neuen Besitzer, der an den Reichtum und die Verschwendung brasilianischer Wohnstätten gewöhnt war, nicht zufrieden. So entschied er sich 1922, die luxuriöse Villa in der Via Napoli (heute: Via Fulvio Renella) bauen zu lassen und benannte sie nach seiner Mutter Villa Caterina. Er baute die Villa zusammen mit seinen beiden Söhnen, dem Bauingenieur ‚‚Giovanni Vitrone‘‘ und dem Bauingenieur ‚‚Vincenzo Vitrone‘‘. Die neue Residenz wurde im Jugendstil mit einem großen Garten und einem Pferdestall, sowie drei Brunnen, nach dem Modell brasilianischer Kolonialhäuser errichtet. Vor der Villa ließ er eine wundervolle Fontäne anlegen, die von einer weiteren Quelle gespeist wird. Die Villa Caterina blieb bis zum Zweiten Weltkrieg in Besitz der Familie, dann requirierten sie die US-amerikanischen Truppen.
Später erlangte die Familie, die mit ihrem Bauunternehmen zum Bau bedeutender Gebäude in Caserta, wie dem Sportstadion, dem Palazzo delle Poste e dei Telegrafi, dem Palazzo della Camera di Commercio und dem Palazzo dei Commestibili beigetragen hatte, wieder das Eigentum an ihrer Residenz, die unter den Nachkommen aufgeteilt wurde.
Später ließ die Familie in São Paulo zwei gleich gebaute Zwillingsvillen errichten. Die drei Bauwerke bilden eine unauflösliche Verbindung mit dem Familiennamen der Erbauer.
Heute ist in der Villa Vitrone das Kulturzentrum der Provinz Caserta untergebracht. In ihrem Inneren finden sich die Provinzbibliothek, die nach dem Journalisten Federico Scialla aus Marcianise benannt ist, und das dynamische Technikmuseum „Adriano Olivetti“. Gerade letzteres wurde gegründet, um die jungen Bürger von Caserta an die neuen Technologien und an die neuen Kommunikations- und Informationsmethoden heranzuführen, indem man eine echte Mediathek anlegte. Die Ausstellung alter Schreibmaschinen ist eine Sammlung von unschätzbarem Wert. In der Villa, in der das Projekt der Anlage einer Bibliothek der vaterländischen Geschichte angestoßen wurde, werden häufig Zusammenkünfte, Lesungen und Buchpräsentationen organisiert.